# Макарије Жабински
Макарије Жабински (Макарије Белевски; 1539-1623) - преподобни Руске православне цркве, јеросхимамонах. Оснивач манастира Светог Введенског Макарија у Белеву. Спомен се празнује 22. јануара (4. фебруара), 22. септембра (5. октобра) и у Саборном храму тулских светитеља.

## Биографија
Рођен 1539. године. О његовом животу пре монаштва, као ни о томе где су почели његови монашки трудови и подвизи, нису сачувани писани подаци. Међутим, предање потврђује да се он у раној младости примио монаштво и, одликован светим чином, не само да је без лењости и свесрдно радио за Господа, већ је многима постао духовни отац и ментор. Са вероватноћом се може рећи да је монах Макарије, иако је поставио темељ у другом манастиру, припадао братству Жабинске испоснице и пре њеног уништења, јер се у свим писаним предањима која су преживела до нашег времена помиње само као подвижник жабински.
1615. године, Жабинска испосница је опустошила пољска војска Пана Лисовског - на њеном месту су остале рушевине. Своје оживљавање скит дугује монаху Макарију, који се после одласка освајача вратио у пепео свог родног манастира и почео да га обнавља. Како каже Синодик Жабинске испоснице, монах Макарије је „наградио манастир, братију саборног храма“ – односно, после обнове манастира постао је његов први игуман. За братију је монах Макарије био не само мудар учитељ, већ и вољени игуман, који их је назидао својом речју и примером стрпљивог, истински подвижничког живота. О подвижничким подвизима монаха Макарија синодикон каже: „...у трпљењу монаха тело је претрпело страдање, прљавштину, врелину у похлепи и жеђи...“.
О снази вере монаха Макарија и степену његове љубави према ближњима говори следећи догађај из његовог живота. Када се 1615. године, након одласка трупа Лисовског, који су уништили манастир Жабински, монах Макарије вратио у спаљени манастир, у близини манастира је открио рањеног пољског ратника, који је заостајао за својим. Пољак, ослабљен од рана, затражи пиће. Монах Макарије, уздајући се у милост Божију, учини молитву и удари штапом о земљу, и одмах напуни извор воде, дајући воду жедном. Овај извор је почео да се зове бунар Жабински.
Непосредно пре блажене смрти, монах Макарије је узео схиму и подвизаво се на извору Жабинце, где се предао интензивним подвизима поста и молитве. Монах Макарије се упокојио 1623. године у 84. години. На гробу светитеља десила су се многа исцељења.
Канонизован крајем 17. века. Мошти Светог Макарија пронађене су 1816. године. Сада се налазе у Жабинској пустињи, коју је он основао.